# Ventosidad vaginal
La ventosidad vaginal, conocida también como flatulencia, o petus de nena (flatulus vaginalis en latín), es la emisión o expulsión de aire acumulado en la vagina que provoca un ruido característico durante el contacto sexual, un estiramiento, el ejercicio físico o la masturbación.
El sonido es algo comparable a la flatulencia del ano, pero no implica la eliminación de gases provenientes del intestino y carece de olor. En todos los casos no se trata de una flatulencia verdadera, ya que la flatulencia vaginal no deriva de la fermentación de bacterias.
Los casos más frecuentes se dan por la disminución del tono muscular (hipotonía) de las paredes vaginales, siendo incapaces de rodear bien el pene en el momento del coito y que favorece así la entrada de aire. Las hipotonías musculares son más frecuentes en mujeres que tuvieron varios partos, aunque también se presentan en mujeres muy jóvenes.
La ventosidad vaginal que aparece acompañada de olor fuerte o incluso de materia fecal, puede ser el resultado de una fístula rectovaginal, una condición seria que implica un desgarramiento situado entre la vagina y el colon, ya sea de nacimiento, por cirugías, enfermedades (como la enfermedad de Crohn) u otras causas. Esta afección puede empeorar con la infección del tracto urinario y otras complicaciones.